# Dickstoffpumpe
Dickstoffpumpen sind Pumpen zur Förderung von Gemischen aus flüssigen und festen Bestandteilen. Sie arbeiten nach dem hydrostatischen Prinzip, verdrängen das zu pumpende Medium und erzeugen so einen Förderstrom.

## Dickstoffe und ihre Förderung
Dickstoffe sind Gemische aus flüssigen und festen Bestandteilen. Sie unterscheiden sich physikalisch und chemisch nach spezifischem Gewicht, Trockenstoffgehalt, (maximaler) Korngröße sowie ihren Verhalten, beispielsweise thixotrop, abrasiv oder adhäsiv.
Typische Beispiele für Dickstoffe sind Schlämme, mit bis zu 50-prozentigem Gewichtsanteil an Feststoffen sowie Suspensionen, bei denen feinstverteilte feste Stoffe bis zwei Millimeter Korngröße in einer Flüssigkeit aufgeschwemmt werden (engl.: Slurry).
In Industrieanlagen müssen Substanzen mit einem hohen Feststoffanteil, wie maschinell entwässerte Klärschlämme, Filterkuchen, Steinkohle-, Abfall- und Prozessschlämme, über größere Entfernungen zu Deponien oder Verbrennungsöfen bewegt werden. Hierzu bieten sich prinzipiell (mechanische) Fördertechnik oder (hydraulische) Dickstoffpumpen an.
Zu den mechanischen Förderern gehören Bänder, Schnecken, Kratzer und Tröge. Sie sind für nahezu alle Arten von Dickstoffen geeignet.
Mit hydraulischen Dickstoffpumpen ist das Fördern von Dickstoffen in geschlossenen Rohrleitungen möglich. Ein Dickstoff ist allerdings nur abhängig von seiner Plastizität pumpbar. Voraussetzungen für die Pumpbarkeit sind:
- Mischungsverhältnis: Die Mischung aus den festen und flüssigen Anteilen eines Dickstoffs muss so aufgebaut sein, dass sich eine plastisch verformbare Masse ergibt.
- Sättigung: Ein pumpbarer Dickstoff muss gesättigt sein, d. h., das Porenvolumen der Feststoffe muss mit ausreichendem Eigenkornanteil gefüllt sein, so dass sich Korn an Korn über eine plastisch viskose Flüssigkeit abstützen kann und Zwischenräume ausgefüllt sind.
- Gasanteil: Bei der diskontinuierlichen Förderung im Rohrsystem können durch Druckschwankungen sogenannte Rohrleitungsschläge entstehen. Dies kann bei Dickstoffen ohne natürliche Gasanteile durch Einspeisung von etwa zwei Prozent Luft verhindert werden.

## Bauarten von Dickstoffpumpen
Nach dem Verdrängungsprinzip unterscheidet man grundsätzlich rotierende Pumpen und oszillierende Pumpen.

### Rotormaschinen zur Dickstoffförderung
Zu den rotierenden Pumpen gehören u. a. 
- Exzenterschneckenpumpen,
- Kreiselpumpen und
- Schraubenspindeln.

### Kolbenmaschinen zur Dickstoffförderung
Die am umfassendsten einsetzbare Dickstoffpumpe ist die hydraulisch angetriebene Kolbenmaschine. Sie wird technisch als Ein- oder Zweizylindermaschine ausgeführt, das zu fördernde Medium wird zugeführt und verdrängt oder im Gegentakt angesaugt und verdrängt.

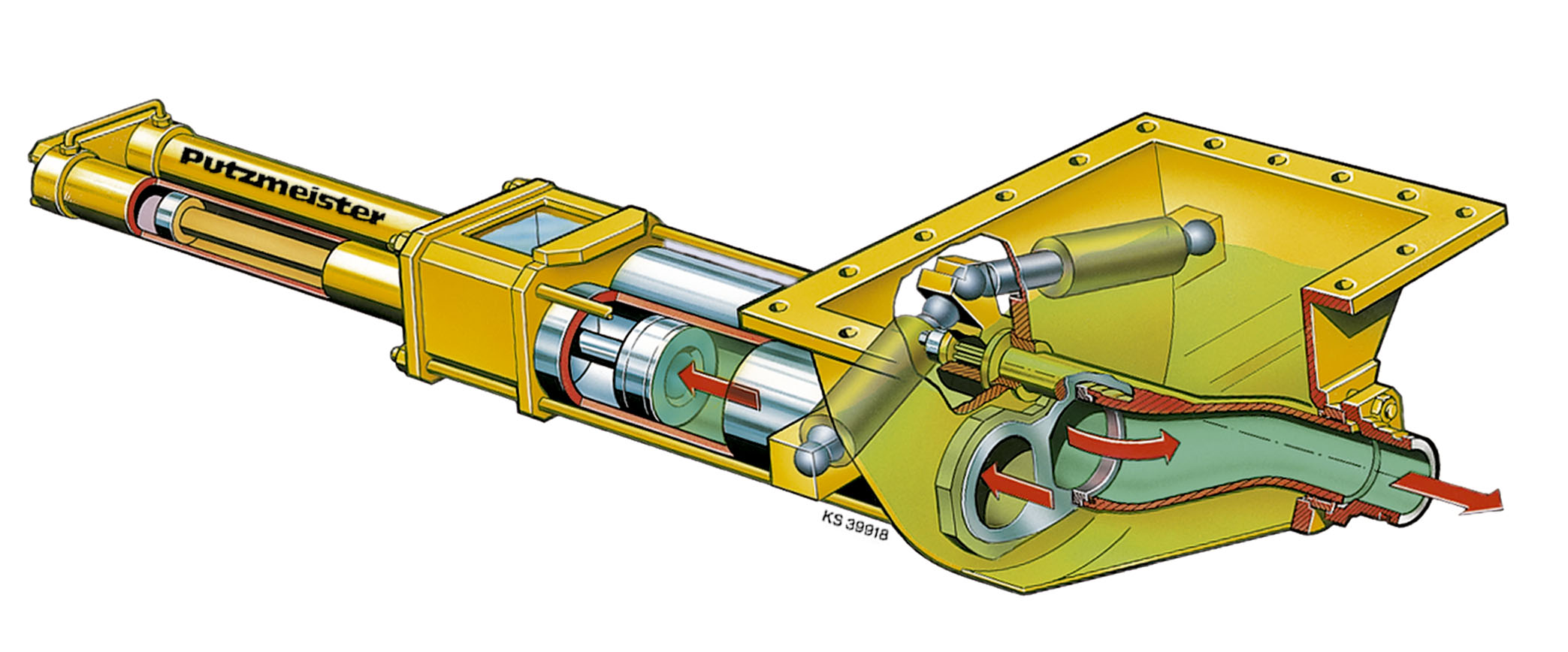
Rohrweichenpumpe
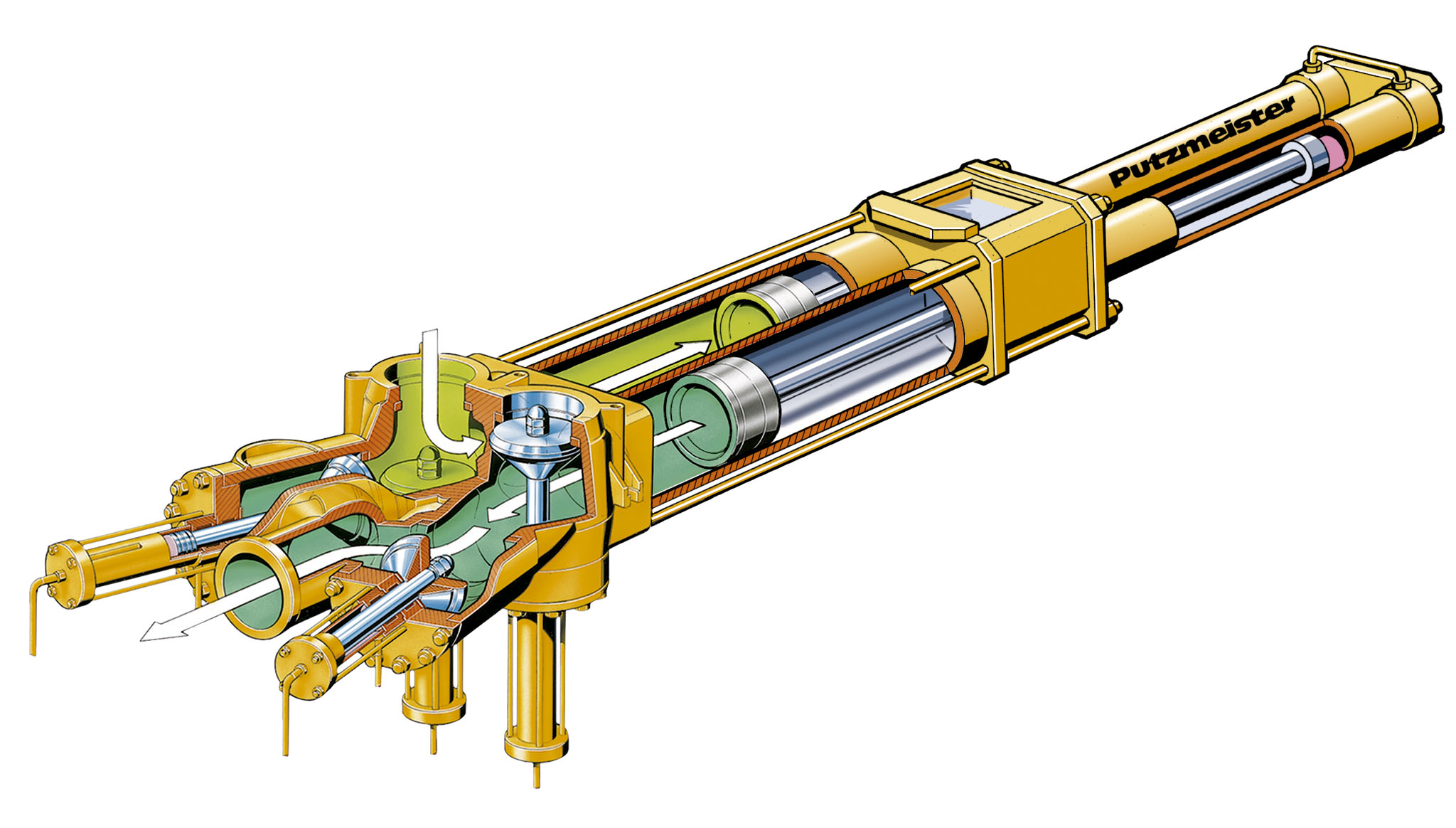
Sitzventilpumpe
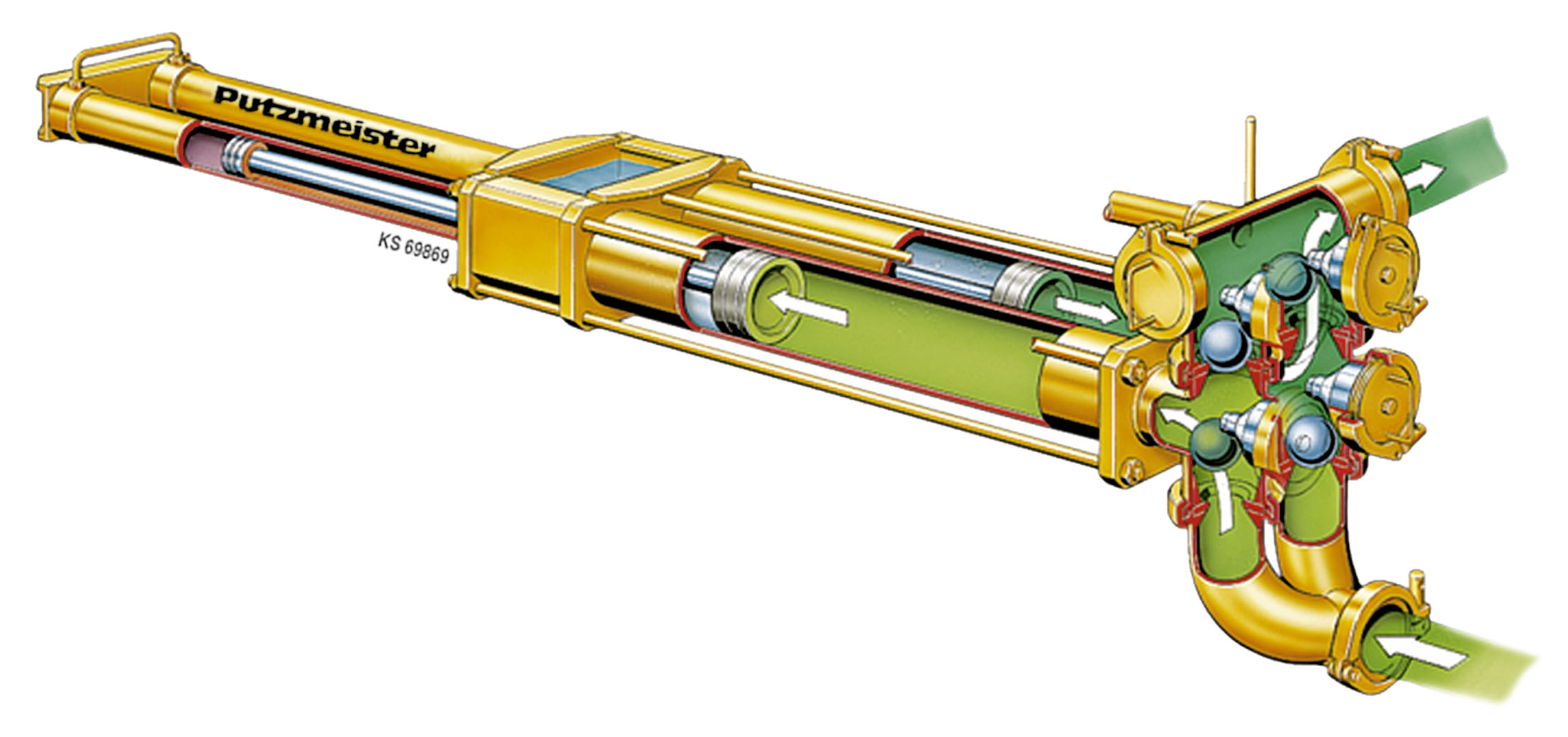
Kugelventilpumpe
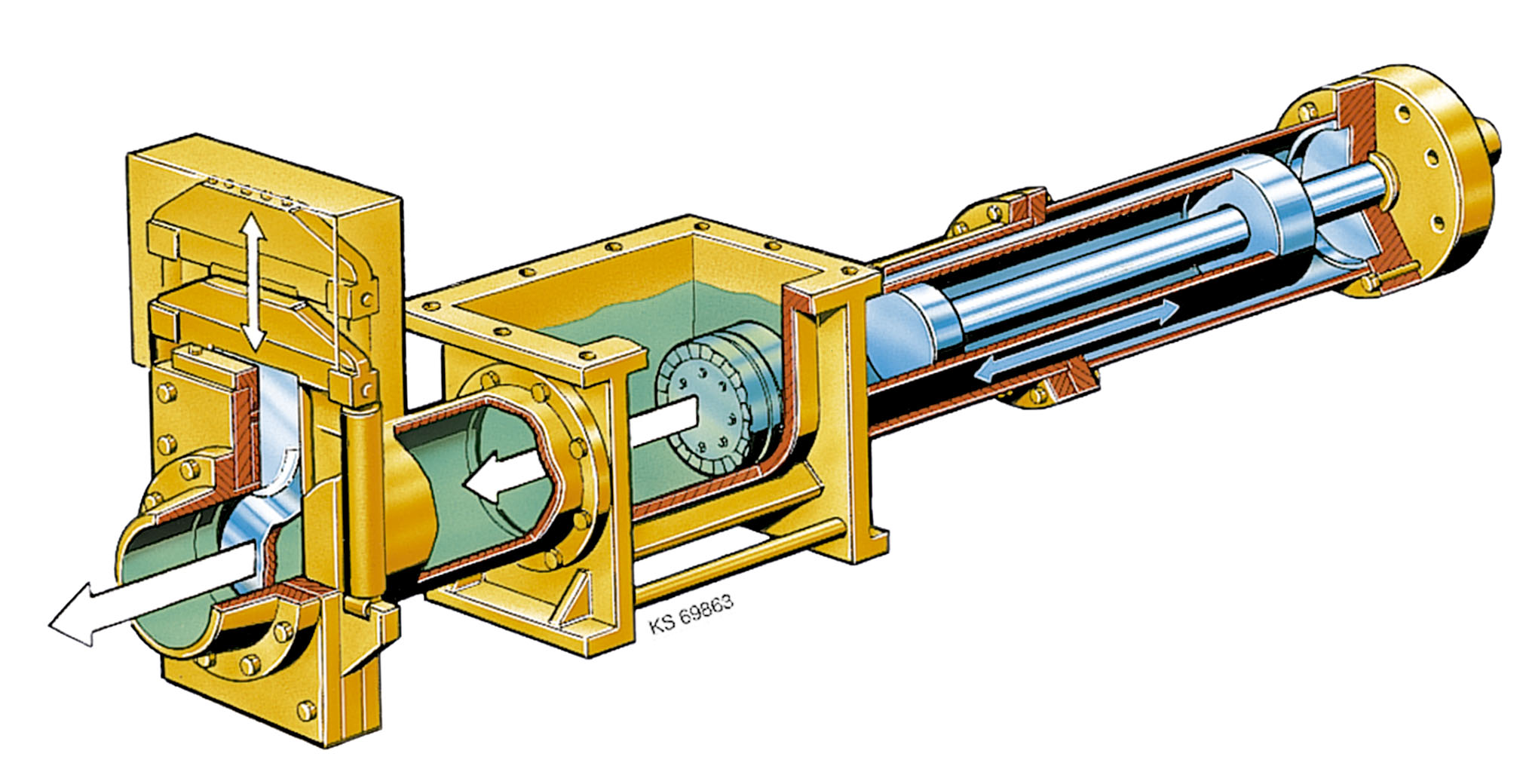
Einzylinder-Kolbenpumpe

#### Bauart Rohrweichenpumpe (2-zylindrig)

##### Konstruktionsmerkmale
Das wesentliche Element der Rohrweichenpumpe ist das am Materialaufgabetrichter installierte sogenannte S-Rohr. Es verbindet den jeweils fördernden Zylinder der Dickstoffpumpe über eine sogenannte Brillenplatte mit der Förderleitung. Bei Erreichung oder nahe dem Kolbenhubende wird das an die Förderleitung angeschlossene S-Rohr umgeschwenkt, eine Hydraulik synchronisiert die Stellung des S-Rohrs mit den Bewegungen der beiden Förderkolben.
Das erforderliche schnelle und verschleißarme Umschwenken des S-Rohrs erfolgt mit Hilfe zweier Plungerzylinder. Ein zugehöriger Verschleißring stellt in der Pumpphase die Dichtheit zwischen Brillenplatte und S-Rohr sicher.
Der Querschnitt des S-Rohrs ist kreisrund mit abnehmendem Durchmesser in Förderrichtung zur Verringerung der Verstopfungsgefahr. Die Dichtflächen der Brillenplatte und des Verschleißrings stehen parallel zur Durchschwenkbewegung des S-Rohrs. Dadurch kann ihre Beschädigung beim Durchschneiden oder Verklemmen von Fremdkörpern ausgeschlossen werden.
Bauteile zur Verhinderung eines Materialrückflusses sind nicht erforderlich.

##### Betriebstechnische Eigenschaften
Rohrweichenpumpen eignen sich für Beton und Mörtel, für Schlämme mit bis zu 50 Gewichtsprozent Trockenstoffgehalt und unterschiedlicher Korngrößenverteilung und für die Suspensionsförderung von Flugasche, Kohle oder Mineralien.
Bei einem Durchmesser des Förderzylinders von 200 mm können Dickstoffe mit einer mittleren Korngröße bis 80 mm gepumpt werden. Der maximale Durchmesser einzelner Fremdkörper darf bis zu 60 % betragen (in diesem Fall = 120 mm).

#### Bauart Sitzventilpumpe (2-zylindrig)

##### Konstruktionsmerkmale
Das Gehäuse einer Sitzventilpumpe enthält vier hydraulisch gesteuerte Sitzventile, zwei Saug- und zwei Druckventile mit je einem Hydraulikzylinder. Die Saug- und Druckventile des Pumpenkopfes sind mit der Hydraulik der Förderkolben synchronisiert, somit ist der Förderzylinderinhalt stets gleich dem Fördervolumen. Erreicht der „ansaugende“ Kolben seine Endlage, werden das betreffende Saug- bzw. Druckventil gleichzeitig hydraulisch geschlossen bzw. geöffnet. Wenn in der Förderleitung Überdruck herrscht, schließt das Saugventil zuerst. So kann verhindert werden, dass Fördergut aus der Druckleitung zurück in den Trichter gelangt. Rückschlagventile sind nicht erforderlich.

##### Betriebstechnische Eigenschaften
Sitzventilpumpen sind für die gleichmäßige Förderung von Medien mit einem Trockenstoffgehalt von bis zu 50 % und für Hochdruckförderung von pastösen industriellen Dickstoffen wie Schlämmen besonders gut geeignet. Wegen der vorhandenen Ventile eignen sie sich für Körnungen bis höchstens 8 mm.
Die Wahl der Ventilform richtet sich nach dem zu fördernden Dickstoff. Kornhaltige Medien mit Trockenstoffgehalt bis zu 50 % sind vorzugsweise mit metallisch scharfkantiger Ventilabdichtung auszuführen. Für niederviskose, mehr wässrige, feine Schlämme bietet sich die großflächige Elastomerventilabdichtung an.
Bei einer hydraulischen Steuerungsvariante wird das jeweilige Ventil durch die Schubkraft der Dickstoffe passiv geöffnet. Das Druckventil hat dann eine zuverlässige Rückschlagfunktion, um eine Rückströmung aus der Druckleitung zu verhindern. Gleichzeitig wird der Dickstoff nahezu auf Leitungsdruck vorverdichtet, bevor das Druckventil geräuschlos öffnet. Leitungsschläge als Folge der Druckpulsationen können damit vermieden werden.

#### Bauart Kugelventilpumpe (2-zylindrig)

##### Konstruktionsmerkmale
Beim Saughub des Förderkolbens wird der Dickstoff über das geöffnete Saugkugelventil angesaugt. Dabei wird das Kugelventil der Druckseite durch den Unterdruck, der infolge der Saugwirkung entsteht, in den Ventilsitz gezogen (selbststeuernde Ventile). Parallel dazu führt der zweite Förderkolben den Druckhub aus und verdrängt das Medium über das Druckkugelventil in die Förderleitung. Das Saugventil wird dabei aufgrund des Förderdrucks in seinen Sitz gedrückt und schließt so die Verbindung zum Sauganschluss der Pumpe.

##### Betriebstechnische Eigenschaften
Die Zweizylinder-Dickstoffpumpe mit Kugelventilen eignet sich für den unteren bis mittleren Druckbereich zur Förderung von dünnflüssigen bis pastösen Dickstoffen, soweit diese durch die Ventilöffnungen angesaugt werden können, z. B. für Mörtel, Mineral- und Klärschlämme. Die Kugelventilpumpe ist weitgehend unempfindlich gegen aggressive und abrasive Medien, da die Kugelventile nicht von außen geschlossen und geöffnet werden müssen.

#### Bauart Kolbenpumpe (1-zylindrig)

##### Konstruktionsmerkmale
Aus einem Materialaufgabetrichter wird das Fördermedium in den Förderzylinder „gestopft“ und bei der Vorwärtsbewegung des Förderkolbens in die Förderleitung gepresst. Je nach Höhe des Förderdrucks in der Rohrleitung und abhängig von den Fließeigenschaften des Dickstoffs wird ein Flachschieber oder eine Mediumsperre an den Druckflansch der Pumpe angebaut, um ein Rückströmen der Materialsäule beim Rückhub zu verhindern. Die Wahl des Förderkolbens erfolgt nach dem zu pumpenden Material: Fließfähige Medien machen Perbunan-Dichtelemente erforderlich, sperrige Materialien werden beim Pumpen mittels gehärteter Schneidkanten zerkleinert.

##### Betriebstechnische Eigenschaften
Die Einzylinder-Kolbenpumpe ist auch für Schüttgüter mit grober Zusammensetzung geeignet, beispielsweise Holzschnitzel, Biomasse oder Papierschnitzel. Falls solches (ungesättigtes) Material über größere Entfernungen gefördert werden muss, gibt es die Möglichkeit der Hybridförderung. Hier wird zusätzlich Druckluft in die Förderleitung injiziert. Die Druckluft drückt den Materialpfropfen in die Rohrleitung. Bei der Expansion der Druckluft wird das Fördergut aufgelockert und zerteilt. Mit zunehmender Entfernung von der Injektionsstelle geht die anfängliche Pfropfenförderung in eine Flugförderung über. Die benötigte Luftmenge und der Leitungsdurchmesser hängen von Art und Menge des Fördergutes ab.

### Andere oszillierende Maschinen
Andere schwingende Dickstoffpumpen sind
- Plunger- und
- Membranpumpen.

## Baugruppen von Dickstoffpumpen
Zu den wesentlichen Baugruppen einer Dickstoffpumpe gehören:
- die Zuführöffnung / Materialaufgabe
- der bzw. die Druckzylinder und das Hydraulikaggregat
- Komponenten zur Abdichtung des Systems
- elektrotechnische und steuerungstechnische Einrichtungen

und je nach Bauart
- Rohrweiche
- Ventile

sowie in der Peripherie u. a.
- Silos (mit / ohne Austragssystem)
- Förderschnecken, Förderleitungen
- Druckluftinjektion
- Gleitmitteldosierung
- Dämpfungseinrichtungen

## Auswahl von Dickstoffpumpen
Das besondere Fördermedium „Dickstoff“ und die Vielzahl der verfahrenstechnischen Einsatzgebiete von Dickstoffpumpen erfordern unterschiedliche Konstruktionsprinzipien. Nachstehende Tabelle ermöglicht eine Auswahl unter vier Bauarten abhängig vom Fördergut:
| Bauart                                                                      | Fördergut (Dickstoff) | Fördergut (Dickstoff) | Fördergut (Dickstoff) | Fördergut (Dickstoff) |
| --------------------------------------------------------------------------- | --------------------- | --------------------- | --------------------- | --------------------- |
| Bauart                                                                      | wässrig               | steif                 | schüttig              | mit Fremdkörpern      |
| Rohrweichenpumpe                                                            | +                     | + +                   | -                     | +                     |
| Sitzventilpumpe                                                             | + +                   | +                     | -                     | -                     |
| Kugelventilpumpe                                                            | +                     | o                     | -                     | -                     |
| Einzylinder-Kolbenpumpe                                                     | -                     | + +                   | + +                   | + +                   |
| + + sehr gut geeignet, + gut geeignet, o bedingt geeignet, – nicht geeignet |                       |                       |                       |                       |

## Anwendungsbeispiele
Die hydraulische Förderung von Feststoffen mit hohen Trockenstoffgehalten ist eine vielseitige Aufgabe der Verfahrenstechnik. Im Bauwesen werden schon seit vielen Jahren ölhydraulisch angetriebene Zweizylinder-Kolbenpumpen mit S-Rohren zur Betonförderung eingesetzt. Diese Technologie ist auf weitere Anwendungsgebiete in verschiedenen Industriebereichen übertragbar.

### NaWaRo
Nachwachsende Rohstoffe in Form von Silage oder auch als Gülle- und Festmistfraktionen werden zu Behandlungssystemen (z. B. Fermenter oder Hydrolysestufe) gefördert.

### Klärtechnik
Die rohrleitungsgebundene Förderung von maschinell entwässertem Klärschlämmen ist gegenüber anderen Fördersystemen umweltfreundlicher (weil geruchsarm) und seit Jahren bewährt.

### Kraftwerke
Die druckaufgeladene Wirbelschichtverbrennung ist ein Verfahren zur wirkungsgradoptimierten und umweltschonenden Betriebsweise des Kessels. Zweizylinder-Dickstoffpumpen werden zur direkten Injektion des Kohle-Kalk-Gemischs in den Verbrennungsraum eingesetzt.

### Abfallwirtschaft
Zu üblichen Dickstoffen zählen biologische Abfälle (Biomasse) und Restmüll. Diese werden mit Dickstoffpumpen von und zu den mechanisch-biologischen Aufbereitungsanlagen (MBA) transportiert.
Auch Gefährliche Abfälle wie Lackschlämme, Krankenhausabfälle, Laborchemikalien und Filterstäube werden physikalisch, chemisch sowie biologisch aufbereitet, um die anfallenden Mengen zu reduzieren. Für den Materialtransport werden häufig Dickstoffpumpen mit dem Vorteil der Rohrleitungsförderung eingesetzt.

### Bergbau
Abraum oder Grubenwasser im Bergbau beziehungsweise grabenlosen Tunnelbau kann ebenfalls hydraulisch gefördert werden.

## Technologische Bedingungen

### Förderwege
Bei der Planung und Ausführung von Förderanlagen sind verschiedene Aspekte zu beachten. Hierzu gehören der Platzbedarf, die Zugänglichkeit im Reinigungs- oder Servicefall sowie notwendige Materialübergaben bei Kombination horizontaler und vertikaler Förderwege.

### Umweltschutz (Lärm- und Geruchsbelästigung)
Bedingt durch die Art des Förderguts und die Art der Förderung sind Lärm- und insbesondere Geruchsbelästigungen beim Dickstofftransport zu erwarten. Die geeignete Wahl der Fördertechnik (s. o.) kann die Umweltbelastung mindern.

### Energieaufwand
Bei der Bewegung von Dickstoffen müssen im Wesentlichen drei Kräfte überwunden werden:
1. Die Förderweite (vgl. Rekorde bei Betonpumpen)
2. Reibung zwischen Medium und Rohrleitung, insbesondere in Verjüngungen oder in Rohrbögen
3. Innere Reibungskraft durch Verformung des Dickstoffs

Berechnungsbeispiel:
- Förderung einer Suspension
- Förderleitung mit 200 mm Durchmesser (DN200)
- Dickstoff mit Mineral- oder Kohlefeststoffanteil als Mischung von groben und feinen Körnern
- max. Korngröße 50 mm
- Feststoffanteil bis zu 80 Gewichtsprozent

Energieverbrauch (je nach Anlagensituation und zulässigen Systemdrücken) = zwischen 0,1 und 0,5 kWh pro Tonne Fördergut und Kilometer.